# Novi (Tomsk)
|  | Per a altres significats, vegeu «Novi». |

Novi (en rus: Новый) és un poble (possiólok) de l'óblast de Tomsk, a Rússia, que el 2015 tenia 535 habitants.